# Jacques Esclassan
Jacques Esclassan (* Castres, 3 de septiembre de 1948). Fue un ciclista  francés, profesional entre 1972 y 1979, cuyos mayores éxitos deportivos los logró en el Tour de Francia donde además de obtener 5 triunfos de etapa logró imponerse en la clasificación por puntos en la edición de 1977, y en la  Vuelta a España donde también lograría 1 victoria de etapa en la edición de 1973. 

## Palmarés
| 1972 - París-Troyes - 1 etapa del Tour de Yugoslavia 1973 - 1 etapa en la Vuelta a España - 1 etapa en la París-Niza - 1 etapa del Tour de l'Oise 1974 - Estrella de Bessèges, más 1 etapa - 1 etapa del Tour d'Indre-et-Loire 1975 - 1 etapa en el Tour de Francia - 1 etapa en la París-Niza - Critérium Internacional - 1 etapa del Tour de Limousin 1976 - 1 etapa en el Tour de Francia - 1 etapa en la París-Niza - 2 etapas del Tour d'Indre-et-Loire - 1 etapa del Tour de Corse - 1 etapa del Gran Premio de Midi Libre | 1977 - 1 etapa y la clasificación por puntos en el Tour de Francia - Tour de Tarn, más 1 etapa 1978 - 2 etapas en el Tour de Francia - 2 etapas en la París-Niza - 1 etapa en la Dauphiné Libéré - 2 etapas del Tour de Tarn - 1 etapa del Tour de l'Oise - 1 etapa del Gran Premio de Midi Libre 1979 - Gran Premio de Mónaco - Gran Premio de Antibes - 1 etapa del Critérium Internacional - 1 etapa del Tour de l'Oise - 1 etapa del Tour de Corse |

## Resultados en las grandes vueltas
| Carrera         | 1972 | 1973 | 1974 | 1975 | 1976 | 1977 | 1978 | 1979 |
| --------------- | ---- | ---- | ---- | ---- | ---- | ---- | ---- | ---- |
| Giro de Italia  | -    | -    | -    | -    | -    | -    | -    | -    |
| Tour de Francia | -    | 68.º | 75.º | Ab.  | 80.º | 28.º | 61.º | Ab.  |
| Vuelta a España | -    | 28º  | -    | -    | -    | -    | -    | -    |
| Mundial en Ruta | -    | -    | -    | -    | -    | -    | -    | -    |

-: no participa

Ab.: abandono